# Lucy Mecklenburgh
Lucy Mecklenburgh é uma modelo, atriz e empresária inglesa. Mecklenburgh é provavelmente mais conhecida para seu papel na série britânica da ITV2 The Only Way Is Essex, onde juntou-se ao elenco em 2010. Posteriormente, apareceu nas séries Tumble e Tour de Celeb.